# Canal K
A Chef TV foi lançada em 2011 como o pioneiro canal de gastronomia do Brasil. Sua programação é inteiramente dedicada à culinária brasileira e internacional.
Valoriza a alimentação saudável, a reeducação alimentar e a responsabilidade na preparação dos alimentos. Contamos com correspondentes em diversos estados brasileiros e também no exterior.
Além da programação disponível nas operadoras no Brasil, a Chef TV + acaba de lançar uma plataforma digital nacional e internacional, permitindo que seja assistida em todo o mundo através de seu novo serviço de streaming.
Na programação, são transmitidos em média 45 programas conduzidos por chefs renomados e outros profissionais das áreas de gastronomia e saúde.
A Chef TV aborda temas do universo da gastronomia de forma descontraída e leve, apresentando desde pratos simples até receitas mais elaboradas de maneira didática, acessível tanto para iniciantes quanto para quase profissionais.

## História

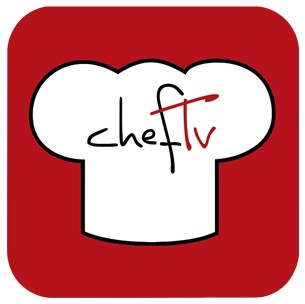
Logotipo da emissora, entre 2011 e 2022.

A ideia de um canal em TV por assinatura totalmente voltado à gastronomia surgiu nos últimos anos, após o estudo dos hábitos brasileiros. Hoje, é comum usar os diversos tipos de mídia (TV, Internet, Revista, Jornal, etc.) para aprender sobre a cultura gastronômica do Brasil e do mundo, novas receitas, dicas, conhecer novos alimentos ou simplesmente experimentar algo novo e divertido.
Único do gênero no Brasil, diferencia-se dos demais canais internacionais por ser regionalizado e, ao mesmo tempo mostrar o universo da gastronomia de vários países, ou seja, atende as expectativas de todos. É o único canal de televisão brasileiro com conteúdo 100% voltado ao mundo gastronômico. Conta com 80% de produção nacional e 20% da programação de culinária internacional.
O canal apresentava 24 horas de programação voltada a temas gastronômicos, incluindo: cozinha dos grandes chefs, confeiteiros, comida saudável, mundo dos vinhos, propriedades dos alimentos, cozinha básica, sustentabilidade, entre outros.
Em 06 de outubro de 2022, houve uma mudança completa no canal com o canal deixando de se chamar Chef TV é passando a se chamar Chef TV + com uma programação totalmente nova e variada, incluindo estilo de vida e bem estar.

## Grupo Mídia do Brasil
A marca conquistou ao longo dos anos destaque no mercado nacional e tornou-se sinônimo de projetos segmentados. Teve participação determinante e atuante no lançamento da TV a cabo no Brasil, tornando-se parte fundamental desse novo conceito no país.[carece de fontes?]
Seu mais novo projeto é a Chef TV+.
Disponível desde janeiro de 2011, o canal iniciou sua transmissão pela operadora TVA nas praças: São Paulo, Rio de Janeiro, Curitiba e Florianópolis, também via portal e pela plataforma para smartphone SPB.

## Programas
- 5 Sentidos
- 5 Sentidos Pitadas
- 52 Pizzas
- A Cozinha Italiana de Catherine
- Além do Fitness
- Além do Fitness - 2ª Temporada
- Aqui Tem Peixe
- Arigatô Kazuo
- Artemperos
- Arte Contemporânea
- As Férias Romanas de Catherine
- Bastidores da Chef
- Bem Melhor - 2ª Temporada
- Bon Appetit
- Boteco Brasil
- Cá e Lá
- Câmera Mansfield
- Canapés e Outras Geometrias
- Cinco Sentidos
- Cinco Sentidos - 2ª Temporada
- Circo
- Condimentos
- Cozinhando com a Chef
- Criança On
- Cucina Regionalle by Francesco
- Delícia Demais
- Dia a Dia Mais Saudável
- Dicas
- Dicas de Arquitetura com Beatriz
- Do Mar ao Pomar
- Drink Story
- Entrepratos
- Fashion Tips
- Fashion Vip
- Fica, Vai Ter Festa!
- Folklore
- Grace
- Grace - 2ª Temporada
- Hora Certa com Beleza
- Hora da Cozinha
- Hora da Cozinha - 2ª Temporada
- Horoskopo
- Leda vai às Compras
- Low Carb, Porque Não?
- Mania de Paulista
- Mesa Brasil
- Mesa Latina
- Meu País no Coração
- Mundo
- Na Medida Certa
- Nossa Correspondente
- Nosso Chef
- Novatos na Cozinha - 2ª Temporada
- O Herói na Cozinha
- O Maitre Viajante
- O Pão Nosso de Cada Dia
- O Que Não Te Contaram
- Países e Mercados do Mundo
- Pão à Mesa
- Passa o Açúcar
- Passaporte Garfo e Faca
- Pestou, Pestou!
- Plant Based
- Põe a Mesa
- Por Aí
- Pratinho Colorido
- Que Sabor É Esse?
- Receita Para Dois
- Restaurantes de Charme
- Restaurantes de Charme - 2 ª Temporada
- Risoto, Pasta e Sugo
- Rota do Vinho
- Rota do Vinho - 2 ª Temporada
- Sabor de Dendê
- Sabores do Brasil
- Santo Suco
- Saúde em Pauta
- Sem Pão, Sem Manteiga
- Seu Alimento, Seu Medicamento
- Sobremesas
- Sucos e Saladinhas - 4ª Temporada
- Surf & Cia
- Tá Sabendo?
- Tô Com Pressa
- Trish Cozinha em Paris
- Tuti Tuti Tê
- Um Armênico na Cozinha
- Vida Saudável
- Vive La France
- Você é o que Você Come
- Você Sabia?
- Wine Actors - 7ª Temporada